# Château de Schauman
Le château de Schauman (finnois : Schaumanin linna) est un batiment du quartier de Lutakko à  Jyväskylä en Finlande, .

## Galerie

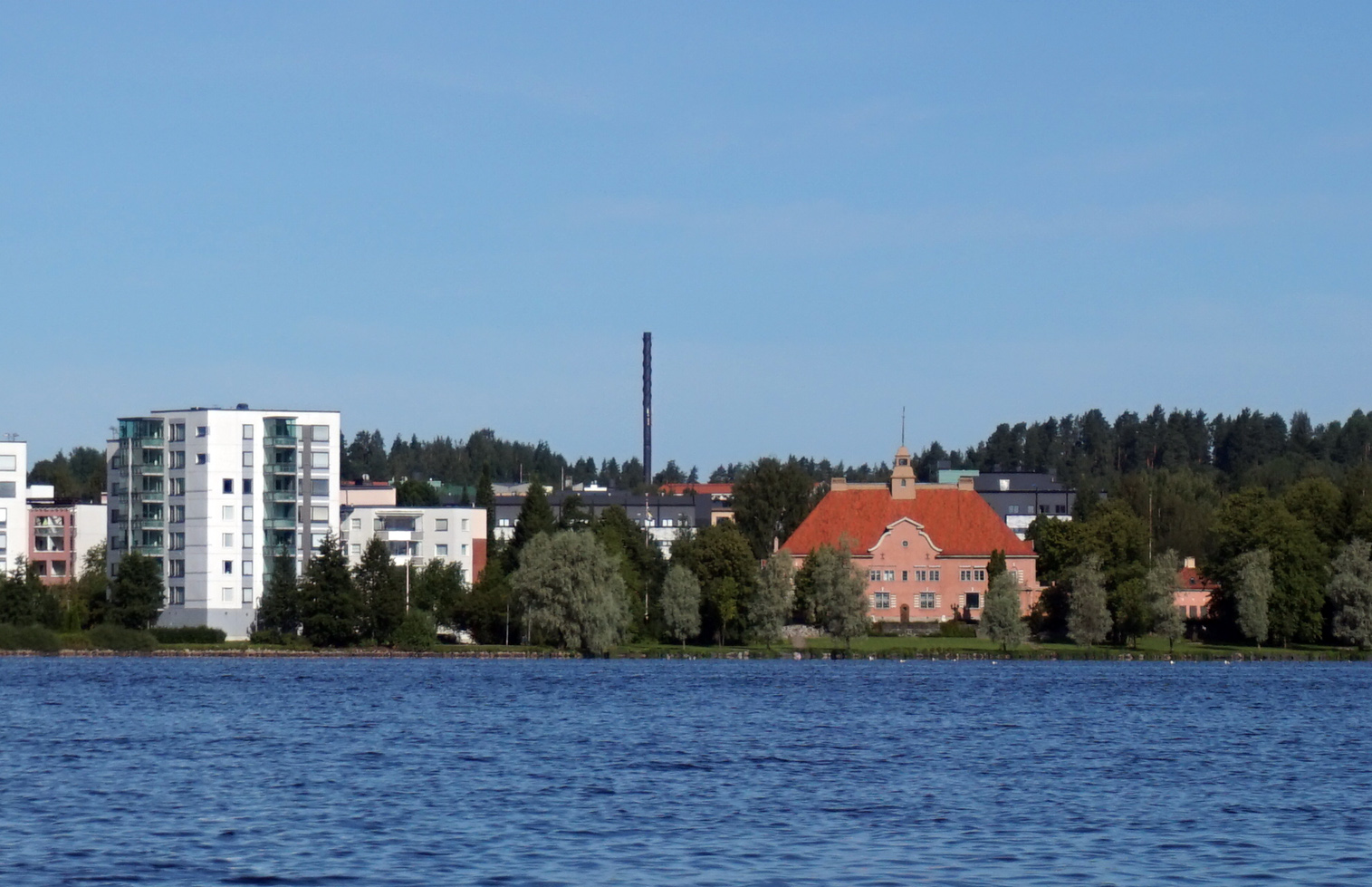
Le château Schauman vu du lac Jyväsjärvi.
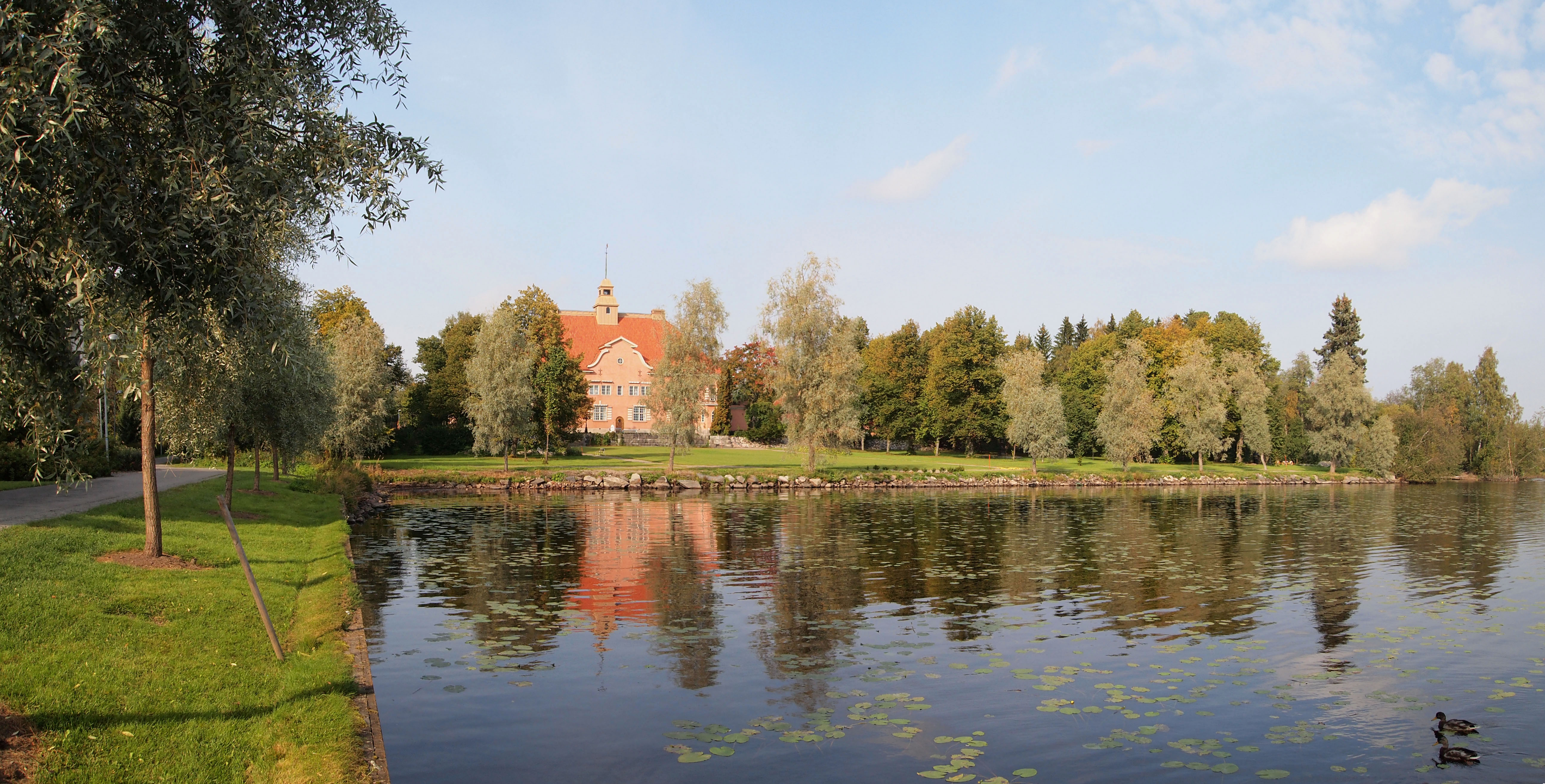
Le chemin Rantaraitti passe entre le château et la Villa Savola.
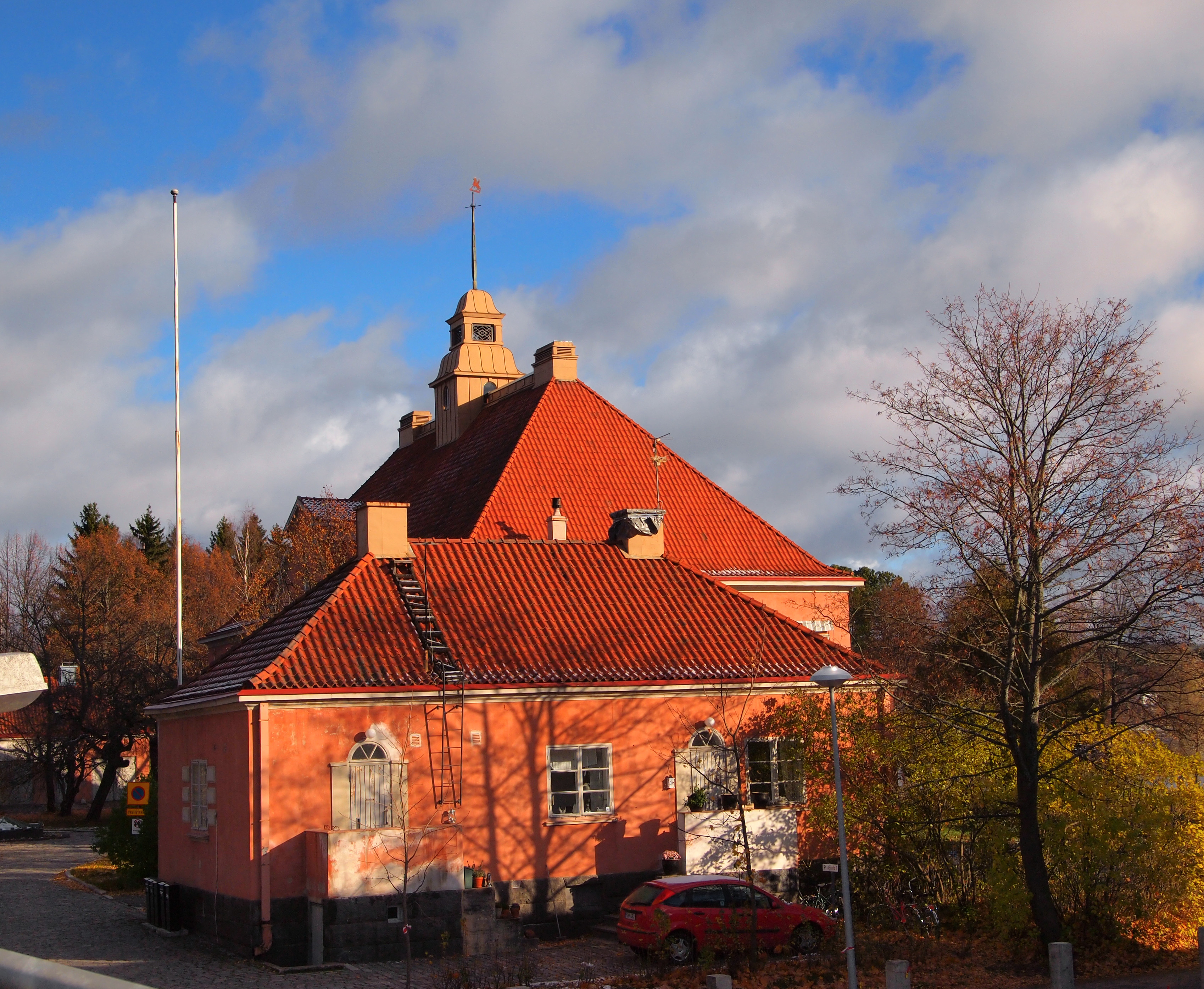
Le château Schauman vu du parc.